# Acinonyx jubatus hecki
Acinonyx jubatus hecki е рядък подвид африкански гепард, разпространен в страните от Северозападна Африка, предимно Алжир, Того, Нигер, Мали, Бенин и Буркина Фасо. Предполага се, че представителите на подвида са около 250 броя възрастни. Този подвид е се характеризира с отделни разпокъсани популации в Западна Сахара и Сахел, като най-много индивиди от него живеят в района на Ахагар.
Основната плячка на гепардите са основно различни видове антилопи, приспособени към местообитания със сурови условия на полупустинен климат – антилопа адакс, газелите доркас и дама. Той ловува и по-дребни животни като зайци.